# کریس برنکتو
کریس برَنکَتو (انگلیسی: Chris Brancato؛ زادهٔ ۲۴ ژوئیهٔ ۱۹۶۲) فیلم‌نامه‌نویس و تهیه‌کنندهٔ فیلم اهل ایالات متحده آمریکا است. وی همراه با دوگ میرو و کارلو برنارد از سازندگان نارکس و نارکس: مکزیک هستند.